# Longipedia americana
Longipedia americana is een eenoogkreeftjessoort uit de familie van de Longipediidae. De wetenschappelijke naam van de soort is voor het eerst geldig gepubliceerd in 1980 door Wells.